# Korkiasaari (ö i Södra Savolax, Nyslott)
Korkiasaari är en ö i Finland. Den ligger i sjön Kolponen och i kommunen Enonkoski i den ekonomiska regionen  Nyslotts ekonomiska region  och landskapet Södra Savolax, i den sydöstra delen av landet, 290 km nordost om huvudstaden Helsingfors. Öns area är 2,2 hektar och dess största längd är 230 meter i öst-västlig riktning.